# Як-8
Як-8 — советский транспортный самолёт, усовершенствованный вариант Як-6М. Разработан в ОКБ А. С. Яковлева. Первый полёт самолёта состоялся в начале 1944 года.

## Техническое описание самолёта
Як-8 - пассажирский двухмоторный низкоплан, рассчитанный на перевозку шести человек.
Конструкция самолета смешанная, в основном выполнена из дерева, обшивка полотняная. Снаружи и внутри самолет обшивался фанерой толщиной 2,0 мм. Средняя часть фюзеляжа полумонокок, носовая и хвостовая части фюзеляжа взяты с Як-6.
Крыло и хвостовое оперение деревянной конструкции, обшивка полотно.
Шасси  в полете убираются в мотогондолы.

## История
На базе штабного варианта самолета Як-6 в ОКБ А.С. Яковлева был спроектирован шестиместный пассажирский самолет Як-8. Главный конструктор самолета О.К. Антонов. Экипаж самолета - летчик и радист. Самолет оснастили убирающимся шасси увеличили в размерах. Самолет проектировали под два двигателя М-12 мощностью по 190 л.с., но эти двигатели не были доведены до серийного выпуска и их заменили на М-11ФМ мощностью 145 л.с., мощности этих двигателей было явно недостаточно, хотя на испытаниях была достигнута скорость 248 км/ч. 
Опытный экземпляр самолета был отправлен на государственные испытания без прохождения статических и динамических испытаний. Испытания проводились в июле 1944 года. Несмотря на ряд выявленных дефектов, отзывы о самолете были благоприятные и самолет рекомендовали запустить в серийное производство. Но фактически самолет не строился в связи с тем, что пришло время металлических пассажирских самолетов.

## Тактико-технические характеристики

### Технические характеристики
- Экипаж: 2 человека
- Пассажиры: 6 человек
- Длина: 11.35 м
- Размах крыла: 14.80 м
- Площадь крыла: 30 м²
- Масса
  - Пустого: 1750 кг
  - Нормальная взлётная: 2700 кг
- Двигатели: 2 ПД М-11ФМ
- Мощность: 2 х 145 л.с.

### Лётные характеристики
- Максимальная скорость: 248 км/ч
- Дальность полёта: 890 км
- Практический потолок: 3900 м
- Скороподъёмность: 156 м/мин